# Otto Höpfner (Moderator)
Otto Höpfner (* 6. November 1924 in Mainz; † 31. Januar 2005 in Paris) war ein deutscher Hörfunk- und Fernsehmoderator.

## Leben
Nach seiner Metzgerlehre und einer kurzen Tätigkeit im Betrieb der Eltern wechselte Otto Höpfner in die Unterhaltungsbranche. Er nahm Gesangs- und Klavierunterricht, trat in der Mainzer Fastnacht auf und gewann 1952 einen Ansagerwettbewerb des Hessischen Rundfunks (HR). Beim Radio präsentierte er ab 1952 den „Frankfurter Wecker“, mit dem er große Popularität erlangte. So wurde er dann 1957 Moderator der volkstümlichen Fernsehshow „Zum Blauen Bock“, einer virtuellen Gaststube, in die er Small-Talk-Gäste einlud. Ende der 1950er Jahre war er als erster Wirt dieser Sendung einer der bekanntesten TV-Stars in Deutschland. Wegen eines Honorarstreits mit dem HR gab er die Sendung 1966 an Heinz Schenk ab, was er später als großen Fehler bezeichnete. Nach einem kurzen Zwischenspiel beim WDR nahm er beim ZDF eine dem Blauen Bock ähnliche Sendung namens „Stelldichein beim Wein“ an. Seine neue Sendung blieb erfolglos und wurde daraufhin nach dreizehn Ausstrahlungen abgesetzt. Höpfner entließ man, so dass er seine Fernsehkarriere 1969 beenden musste.
Danach arbeitete er als Conférencier bei Modenschauen, trat bei Volksfesten, Kaffeefahrten und Betriebsfeiern auf, machte Kabarett und spielte Theater.
1972 kehrte er noch einmal kurz zum Fernsehen zurück: Er leitete die Mainzer Fernsehfastnachtssitzung Mainz wie es singt und lacht; dieser Versuch, Elemente der zeitgenössischen Unterhaltungskultur in die Fernsehfastnacht einzuführen, stieß aber bei Kritikern und beim Publikum nur auf Ablehnung.
Höpfner verbrachte seinen Lebensabend in der Gemeinde Wilhelmsfeld in Baden-Württemberg. Dort wurde er auch beigesetzt.
Höpfner war passionierter Weintrinker; den im Blauen Bock stets gepriesenen Frankfurter Äppelwoi mochte er nicht.

## Literarische Werke
- Otto Höpfner: Meine gestammelten Werke, Mainz 1953
- Otto Höpfner: Wir tanken gute Laune, Autodienst Hermani, Privatdruck Druckerei Johannes Weisbecker, Frankfurt am Main, ca. 1955.
- Otto Höpfner: Höpfners heitere Hausmannskost : Gedichte aus dem Blauen Bock, Kranich-Verlag, Berlin, 1964.